# Santa Eulalia de las Dorigas
Santa Eulalia de las Dorigas (Doriga en asturiano y oficialmente) es una parroquia del concejo asturiano de Salas, en España. Su superficie es de 7,28 km² y alberga a 143 habitantes. Su templo parroquial se dedica a Santa Eulalia.
Se ha sugerido que el nombre puede provenir de un antiguo poseedor o poseedora llamado Dorica.

## Historia
En unas excavaciones arqueológicas realizadas en el año 2001 aparecieron en los alrededores de Doriga restos de útiles líticos del posiblemente el paleolítico medio o inferior, que indicaría presencia humana ya en tiempos prehistóricos.
Ya en la prehistoria reciente, se ha sugerido la existencia de un castro en la zona de El Castiello, encima de Bárcena, pero no ha podido ser confirmado.
En las excavaciones anteriormente mencionadas del año 2001 aparecieron varios restos romanos al noroeste de la población, interpretados como una villa rústica o, más probablemente, una parada en la ruta romana que iba de Lucus Asturum a Lucus Augusti según el Anónimo de Rávena.
A la altura de las Casas del Puente había un antiguo puente que cruzaba el Narcea, probable lugar en el que el rey Ramiro I derrotó al Conde Nepociano en una batalla por el trono sobre el año 843 de nuestra era. De posible construcción romana, estaba en uso en la Alta Edad Media, dejó de usarse y mantenerse por un cambio en el curso del río que dejó el puente en seco, y a finales del siglo XVIII Jovellanos lo describe en estado ruinoso. Dicho puente era usado tanto por un ramal de la cercana Vía de la Mesa como del camino primitivo a Santiago.

## Barrios y aldeas (2017)[2][3]
- Bárcena (Bárzana en asturiano y oficialmente) (aldea) - 21 habitantes.
- Casas del Puente (La Ponte) (lugar) - 13 habitantes.
- Doriga (lugar) - 31 habitantes.
- El Rubial (Rubial) (aldea) - 11 habitantes.
- Fuejo (Fuexu) (aldea) - 20 habitantes.
- Loreda (Llaureda) (aldea) - 15 habitantes.
- Marcel (aldea) - 2 habitantes.
- Moratín (lugar) - 10 habitantes.
- San Marcelo (Samarciellu) (lugar) - 20 habitantes.

## Edificios
- Palacio de Doriga de origen medieval ampliado en el siglo XVI. Conocido desde el siglo XX como "Casa Doriga" que albergaba la mayoría de las propiedades rústicas del concejo.